# 辻水産
辻水産株式会社（つじすいさん）は、愛媛県宇和島市住吉町に本社を置く水産商社である。

## 事業所
- 本社 - 愛媛県宇和島市住吉町3丁目1番1号
- 宇和島オフィス - 愛媛県宇和島市住吉町1丁目4番8号

## 沿革
- 1984年 - 創業。
- 2008年 - 日本ハムグループのマリンフーズなどと共同出資でマグロ養殖を目的に宇和海マリンファームを設立[1]。
- 2011年 - 松山地方裁判所へ民事再生法の適用を申請、負債総額は約27億円[2]。
- 2012年 - 新会社を設立し、全事業譲渡[3]。
- 2020年 - クロマグロやスマの生産段階認証と流通加工段階認証で養殖エコラベル（AEL）を取得[4]。

## テレビ番組
- 日経スペシャル ガイアの夜明け マグロ最後の闘い（2009年12月15日、テレビ東京）[5] - クロマグロ養殖の最新技術を取材。